# Kulalania antiqua
Kulalania antiqua är en spindelart som beskrevs av Griswold 1990. Kulalania antiqua ingår i släktet Kulalania och familjen Phyxelididae.
Artens utbredningsområde är Kenya. Inga underarter finns listade i Catalogue of Life.